# ميخائيل ليهي
ميخائيل ليهي (بالإنجليزية: Michael J. Leahy)‏ هو مستكشف بريطاني، ولد في 7 يناير 1949 في توومبا في أستراليا، وتوفي في 7 مارس 1979 في بابوا غينيا الجديدة.